# 大船渡インターチェンジ
大船渡インターチェンジ（おおふなとインターチェンジ）は、岩手県大船渡市にある三陸沿岸道路のインターチェンジである。大船渡市街から北に6 kmほど離れており、大船渡市街への最寄りは南隣の大船渡碁石海岸インターチェンジが最寄りとなる。

## 歴史
- 1999年（平成11年）3月24日 : 大船渡IC - 新三陸TN間 開通に伴い供用開始。
- 2005年（平成17年）3月19日 : 大船渡碁石海岸IC - 大船渡IC間 開通。

## 道路

### 本線
E45 三陸沿岸道路（34番）

### 接続する道路
- 国道45号
- 国道107号：1 km先 仙台方面に交差点あり。

## 料金所
無料区間のためなし。

## 隣
E45 三陸沿岸道路
(33) 大船渡碁石海岸IC - (34) 大船渡IC - (35) 大船渡北IC - (36) 三陸IC
- 大船渡北ICは宮古方面のみ出入りのハーフICであるため、当ICとの往来はできない。